# Thomas Flournoy
Thomas Stanhope Flournoy (* 15. Dezember 1811 im Prince Edward County, Virginia; † 12. März 1883 im Halifax County, Virginia) war ein US-amerikanischer Politiker. Zwischen 1847 und 1849 vertrat er den Bundesstaat Virginia im US-Repräsentantenhaus.

## Werdegang
Thomas Flournoy besuchte das Hampden-Sydney College und arbeitete danach als Privatlehrer. Nach einem anschließenden Jurastudium und seiner 1834 erfolgten Zulassung als Rechtsanwalt begann er in Halifax in diesem Beruf zu praktizieren. Gleichzeitig schlug er als Mitglied der Whig Party eine politische Laufbahn ein. Bei den Kongresswahlen des Jahres 1846 wurde Flournoy im dritten Wahlbezirk von Virginia in das US-Repräsentantenhaus in Washington, D.C. gewählt, wo er am 4. März 1847 die Nachfolge von William Tredway antrat. Da er im Jahr 1848 nicht bestätigt wurde, konnte er bis zum 3. März 1849 nur eine Legislaturperiode im Kongress absolvieren. Diese war zunächst noch von den Ereignissen des Mexikanisch-Amerikanischen Krieges geprägt.
Im Jahr 1850 bewarb sich Flournoy erfolglos um seine Rückkehr in den Kongress. Nach der Auflösung der Whigs in den frühen 1850er Jahren schloss er sich der kurzlebigen American Party an. Im Jahr 1855 kandidierte er erfolglos für das Amt des Gouverneurs von Virginia. 1861 war er Delegierter auf dem Abspaltungskongress des Staates Virginia in Richmond. Während des folgenden Bürgerkrieges diente er im Heer der Konföderation, in dem er es bis zum Oberst brachte. Im Jahr 1863 strebte er erneut erfolglos das Gouverneursamt an.
Nach dem Ende des Bürgerkrieges ließ sich Flournoy in Danville nieder, wo er als Anwalt tätig war. Politisch schloss er sich damals der Demokratischen Partei an. Im Juni 1876 war er Delegierter zur Democratic National Convention in St. Louis, auf der Samuel J. Tilden als Präsidentschaftskandidat nominiert wurde. Thomas Flournoy starb am 12. März 1883 auf seinem Anwesen im Halifax County, wo er auch beigesetzt wurde.